# Rubinstein House
La Rubinstein House (en hébreu : בית רובינשטיין) est un gratte-ciel de bureaux construit à Tel Aviv en Israël de 1997 à 1999. 
Il mesure 102 mètres de hauteur.
C'est l'un des rares gratte-ciel du monde qui a la forme d'un arc de cercle.
C'est l'un des plus prestigieux gratte-ciel de Tel Aviv. Il est surtout occupé par des sociétés juridiques du fait de sa localisation centrale et de sa haute qualité.
La tour à 32 000 m2 de surface de bureaux, 2 000 m2 d'espace commercial au niveau du sol et 26 000 m2 de surface de parking au sol.
À son achèvement en 1999 c'était l'un des dix plus hauts gratte-ciel de Tel Aviv et le plus haut immeuble du pays entièrement en verre. 
L'immeuble est conçu avec 3 parties concentriques de différentes hauteurs combinées.
L'architecte est l'agence A. Freiberger